# Gaudi (album)
Gaudi is het laatste studioalbum van The Alan Parsons Project. Het album is uitgebracht in 1987 en is vernoemd naar de Catalaanse architect Antoni Gaudí. 
Van dit album zijn de nummers "Closer to Heaven" en "Money Talks" gebruikt in een aflevering van de televisieserie Miami Vice.

## Composities
Alle muziek en teksten zijn geschreven door Parsons en Woolfson. 
| Nr. | Titel                                                     | Duur |
| --- | --------------------------------------------------------- | ---- |
| 1.  | La Sagrada Familia                                        | 8:46 |
| 2.  | Too Late                                                  | 4:31 |
| 3.  | Closer to Heaven                                          | 5:52 |
| 4.  | Standing on Higher Ground (duurt 5:48 op versie uit 2008) | 5:03 |
| 5.  | Money Talks                                               | 4:26 |
| 6.  | Inside Looking Out                                        | 6:22 |
| 7.  | Paseo de Gracia                                           | 3:47 |

| Nr. | Titel                                                             | Duur |
| --- | ----------------------------------------------------------------- | ---- |
| 8.  | Too Late (met zang van Eric Woolfson)                             |      |
| 9.  | Standing on Higher Ground/Losing Proposition (experimentele zang) |      |
| 10. | Money Talks                                                       |      |
| 11. | Money Talks                                                       |      |
| 12. | Closer to Heaven                                                  |      |
| 13. | Paseo de Gracia                                                   |      |
| 14. | La Sagrada Familia                                                |      |